# Massa
Massa er en italiensk by (og kommune) i regionen Toscana i Italien, med omkring 66.160(2023) indbyggere. 